# Freycinetia novopomeranica
Freycinetia novopomeranica är en enhjärtbladig växtart som beskrevs av Ugolino Martelli. Freycinetia novopomeranica ingår i släktet Freycinetia och familjen Pandanaceae. Inga underarter finns listade.